# Szathmáry György (újságíró)
Szathmáry György (Alpestes, 1845. április 9. – Budapest, 1898. január 14.) újságíró, országgyűlési képviselő, miniszteri tanácsos, művelődéspolitikus, író, műfordító, publicista, a Magyar Tudományos Akadémia levelező tagja (1895).

## Életpályája
Szathmáry Károly és Ribiczey Zsuzsánna fia. Szüleit elvesztvén, már hároméves korában árvaságra jutott és nélkülözések között nőtt fel. Középiskoláit a gyulafehérvári és kolozsvári római katolikus főgimnáziumban, jogi tanulmányait a kolozsvári és budapesti tudományegyetemen végezte. Utóbbi helyen később középiskolai tanári vizsgát is tett. Több éven keresztül volt a budapesti VIII. kerületi főreáliskola történelemtanára,
Már növendék korát erős nemzeti inspirációk közt töltötte el. Alig lépett be A Hon munkatársai közé (1869-82.) rögtön felemelte szavát a Hunyad vármegyei magyarság érdekében. Az 1870-es évek elején még csodaszámba ment ott az állami népiskola. Az ő hírlapi kezdeményezése indította meg az akciót és később Réthi Lajos tanfelügyelővel kezet fogva, már mint 1881-től képviselő és 1890-től miniszteri tanácsos, a megye minden jelentékenyebb pontjára állami iskolát eszközölt ki és Déván az állami főreáliskola és állami tanítóképző intézet mellett különösen a felső leányiskola létesítésén fáradozott, mely utóbbit később polgári iskolává fejlesztette. Kiváló érdemei vannak a dévai állami főreáliskola felvirágoztatásában és főleg az internátus létrehozatalában.
A parlamentben sem igen akadt oly lelkes szószólója az iskolaügynek mint ő volt. Mint a közoktatásügyi bizottság előadója számos gyakorlati módosítással erősítette a középiskolai törvényben az állami felügyelet és ellenőrzés jogkörét. Sokágú kulturális tevékenysége, parlamenti elfoglaltsága közepette (a jegyzői tollat is viselte 1884-től fogva) még komolyabb irodalmi alkotásokra is tudott időt szakítani. Csáky Albin gróf kultuszminiszter is nem egyszer bízta meg egyes nagyobb szervezeti javaslattal, s az erdélyrészi nemzetiségi kérdésről szerkesztett emlékiratai lényegesen hozzájárultak több tanügyi alkotáshoz.

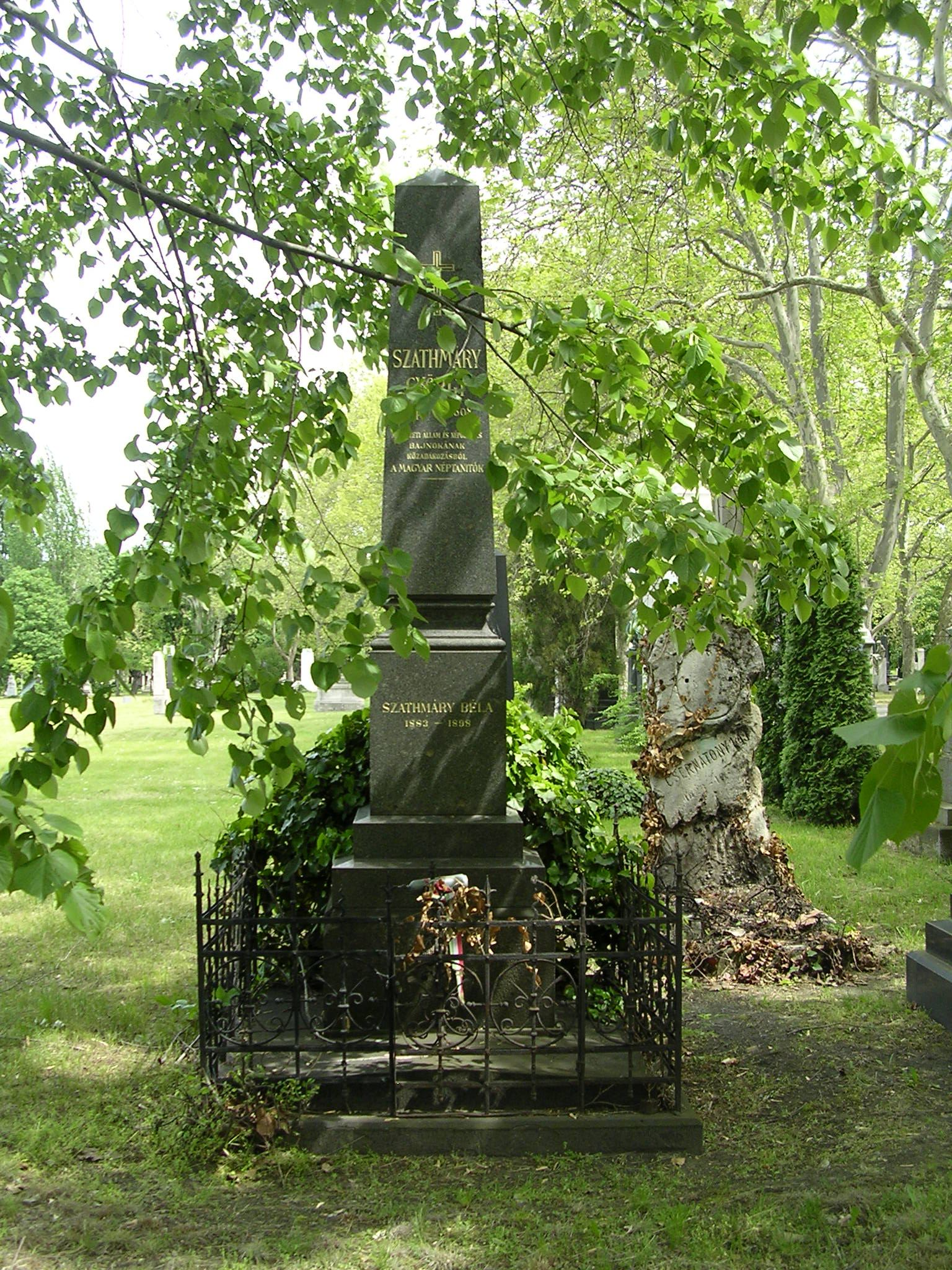
Sírja a Fiumei úti sírkertben 2005-ben. Alkotó: Gerenday cég 1900 előtt.

A Magyar Tudományos Akadémia 1895. május 15-én levelező tagjának választotta; a Magyar Pedagógiai Társaságnak, a fiumei, Zólyom-, Gömör- Máramaros- és Fehér megyei általános tanító-egyesületeknek, továbbá a tanítóképzőintézeti tanáregyesületnek és a Kisdednevelők Országos Egyesületének tiszteletbeli tagja volt; az EMKE igazgató-választmányi tagja, Déva város díszpolgára. Meghalt 1898. január 14-én Budapesten. A magyar néptanítók 1899. augusztus 21-én a Kerepesi úti temetőben síremléket állítottak neki (28-1-2-3). Sírfelirata: „A nemzeti állam és népoktatás bajnokának közadakozásból a magyar néptanítók”.
A Magyar Tudományos Akadémián 1899. június 19-én Zsilinszky Mihály tartott fölötte emlékbeszédet.

## Írásai
Cikkei A Nemzetben (1865. Helynevek és népfajok, 1876. Deák Ferencz és a nemzetiségi kérdés, 1877. A keleti háború története, 1883. Magyarország és a német szövetség, németül a Kölnische Zeitungban, 1886. A civilisatió hatásáról barbár népekre az ó-korban és ma, Hunfalvy Pál történeti iskolája, A magyar határvármegyék kulturai, társadalmi és nemzeti szempontból); a Budapesti Hirlapban (1873. Az angol munkásosztály helyzete); a Budapesti Szemlében (1875. A munkáspártokról és az általános szavazatjogról, 1877. Bosnyákországról, Bulgáriáról); a Fővárosi Lapokban (1879. Az uzsora, a biblia, az egyházjog és a magyar törvények szempontjából, 1886. A fényűzés történetéből, tekintettel a magyar viszonyokra); a Magyar Polgárban (1884-851. Az erdélyi részekről közművelődési, néprajzi és közgazdasági szempontból, Népoktatásunk jelentősége culturai és nemzeti szempontból); a Magyar Tanítóképzőben (1886. Állami iskoláink elhelyezéséről); sat.

## Munkái
- A történelem és a keleti kérdés. Tanulmány. (Budapest, 1879).
- Az amerikai verseny és a magyar mezőgazdaság. (Budapest, 1882. 2. címkiadás Budapest, 1885).
- Tanulmányok. I. kötet. (Budapest, 1887).
- Sorel, Albert:  Európa és a franczia forradalom. 1. rész, A politikai erkölcsök és a hagyományok. Ford. A Magyar Tudományos Akadémia Könyvkiadó Vállalata . Magyar Tudományos Akadémia, (Budapest. 1888).
- Nemzeti állam és népoktatás. Budapest, 1892. (2. kiadás. Budapest, 1896).
- Hüppe, Siegfried: A lengyel alkotmány története. A Magyar Tudományos Akadémia megbizásából fordította. Bp, 1894. Online
- Hasznos olvasmányok. Budapest, 1897. (Iparosok Olvasótára III. 5-6. Többekkel együtt).

Szerkesztette a Hunyadi Albumot 1878. Szabó Endrével. (A hunyadmegyei tömegesen eloláhosodott magyarság visszamagyarosítási céljaira); a Szabadelvűpárti Naptárt 1884-re és 1885-re; az Igazmondó helyettes szerkesztője volt 1876-ban Budapesten.